# Moutoux
Moutoux település Franciaországban, Jura megyében. Lakosainak száma 76 fő (2022. január 1.). Moutoux Le Latet, Les Nans, Le Pasquier és Saint-Germain-en-Montagne községekkel határos.

## Népesség
A település népességének változása:
| Lakosok száma | 36   | 60   | 67   | 58   | 68   | 68   | 72   | 74   | 74   | 76   |
|               | 1968 | 1982 | 1990 | 2006 | 2013 | 2015 | 2017 | 2019 | 2020 | 2022 |